# Episodi di Outer Banks (seconda stagione)
La seconda stagione della serie televisiva Outer Banks, composta da dieci episodi, è stata interamente pubblicata sul servizio di streaming on demand Netflix il 30 luglio 2021 in tutti i paesi in cui è disponibile.
| nº | Titolo originale    | Titolo italiano    | Pubblicazione  |
| -- | ------------------- | ------------------ | -------------- |
| 1  | The Gold            | L'oro              | 30 luglio 2021 |
| 2  | The Heist           | La rapina          | 30 luglio 2021 |
| 3  | Prayers             | Preghiere          | 30 luglio 2021 |
| 4  | Homecoming          | Ritorno a casa     | 30 luglio 2021 |
| 5  | The Darkest Hour    | L'ora più buia     | 30 luglio 2021 |
| 6  | My Druthers         | My Druthers        | 30 luglio 2021 |
| 7  | The Bonfire         | Il falò            | 30 luglio 2021 |
| 8  | The Cross           | La croce           | 30 luglio 2021 |
| 9  | Trapped             | In trappola        | 30 luglio 2021 |
| 10 | The Coastal Venture | La Coastal Venture | 30 luglio 2021 |